# Humicola brevis
Humicola brevis är en svampart som först beskrevs av J.C. Gilman & E.V. Abbott, och fick sitt nu gällande namn av J.C. Gilman 1957. Humicola brevis ingår i släktet Humicola och familjen Chaetomiaceae.   Inga underarter finns listade i Catalogue of Life.